# 1488
1488 (MCDLXXXVIII) a fost un an bisect al calendarului iulian, care a început într-o zi de marți.

## Evenimente
- 26 mai: Începe construirea mănăstirii Voroneț, ctitorie a domnitorului Ștefan cel Mare, ridicată în numai trei luni și trei săptămâni.

## Nașteri
- 21 aprilie: Ulrich von Hutten  (d. 1523)
- dată necunoscută: Yosef Karo  (d. 1575)
- dată necunoscută: Liutfi Pașa  (d. 1562)
- dată necunoscută: Otto Brunfels  (d. 1534)
- dată necunoscută: Maica Shipton  (d. 1561)
- dată necunoscută: Vlad cel Tânăr  (d. 1512)
- dată necunoscută: Mariano Santo  (d. 1577)

## Decese
- Andrea del Verrocchio (n. Andrea di Michele Cioni), 53 ani, sculptor, aurar și pictor italian (n. 1435)